# Arthur Leask Mace
Arthur Leask (Barcelona, 20 de juny de 1880 - Barcelona, 4 d'agost de 1967) fou un futbolista i tennista català, d'origen anglès, de la dècada de 1900.

## Trajectòria
Va jugar amb el FC Barcelona entre 1901 i 1903, jugant 3 partits. Va ser l'àrbitre del primer partit de la història del club. També fou tennista, essent finalista del Primer Concurs Internacional de Tennis d'Espanya de 1903, essent derrotat per Arthur Witty.